# Foster (namn)

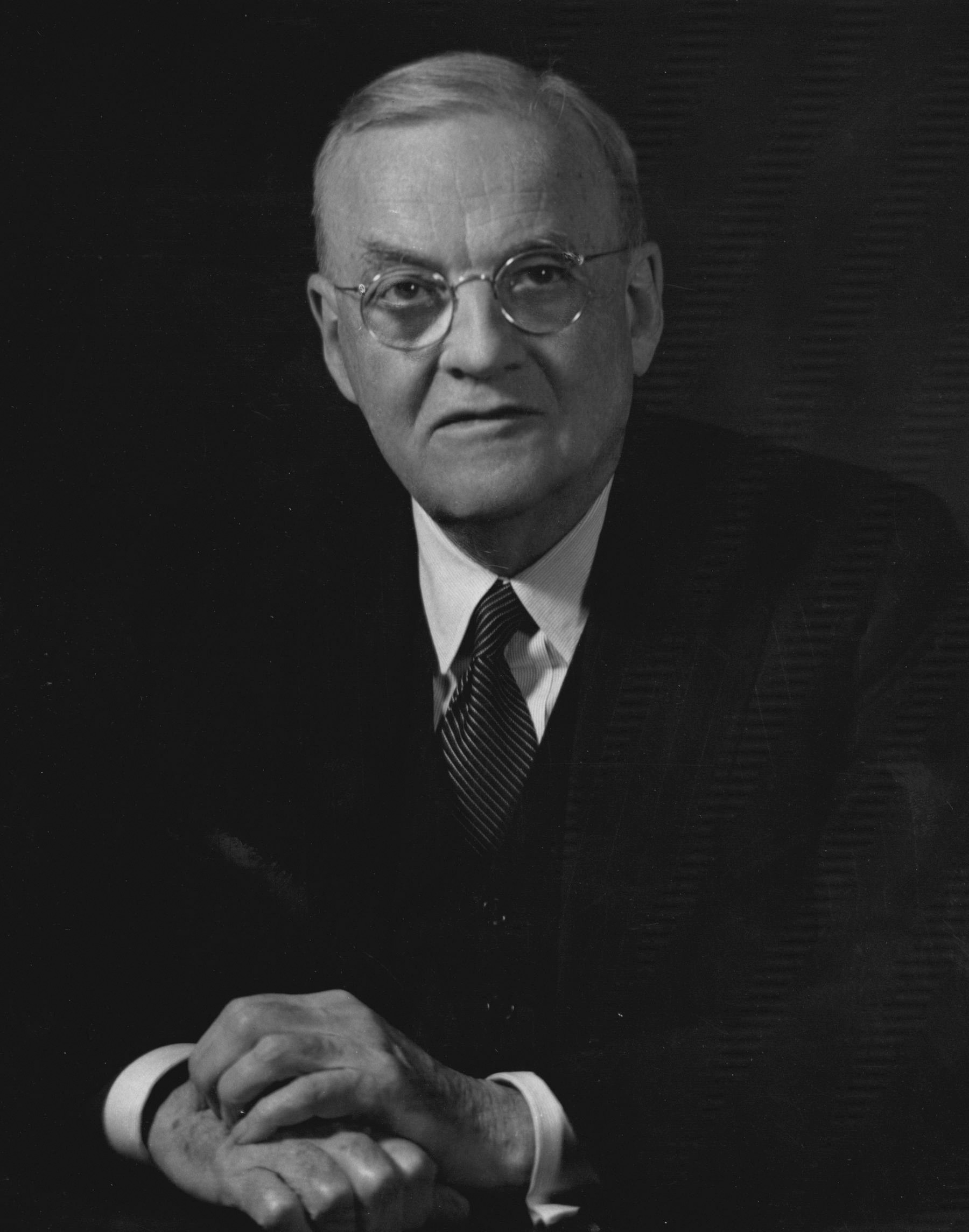
John Foster Dulles, 1949.

Foster är ett efternamn som främst används i engelskspråkiga länder. Platser och företag har sedan uppkallats efter personer med detta namn.
Den 31 december 2014 var 89 personer med efternamnet Foster bosatta i Sverige. Det var vidare fyra kvinnor och åtta män med Foster som förnamn. Av dessa hade tre män namnet som tilltalsnamn, medan övriga hade det som andra förnamn.

## Personer med Foster som efternamn
- Addison G. Foster (1837–1917), amerikansk politiker, republikan, senator för Washington
- Alan Dean Foster (född 1946), amerikansk författare av science fiction och fantasy
- Barry Foster (1927–2002), brittisk skådespelare
- Ben Foster (född 1980), amerikansk skådespelare
- Ben Foster (fotbollsspelare)(född 1983), engelsk fotbollsmålvakt
- Bill Foster (född 1955), amerikansk politiker, demokrat, kongressmedlem för Illinois
- Bob Foster (född 1938), amerikansk boxare (lätt tungvikt)
- Bob Foster (roadracingförare) (1911–1982), brittisk motorcyklist
- Bren Foster, brittisk-australisk kampsportare och skådespelare
- Brendan Foster (född 1948), brittisk friidrottare, löpare
- Brigitte Foster-Hylton (född 1974), jamaicansk friidrottare, häcklöpare
- Charles Foster (1828–1904), amerikansk politiker, republikan, guvernör i Ohio
- Connie Foster (född 1955), amerikansk skådespelare
- Dave Foster, amerikansk trumslagare
- David Foster (född 1949), kanadensisk musikproducent, låtskrivare, arrangör och pianist
- Diane Foster (född 1928), kanadensisk friidrottare, sprinter
- Donald Wayne Foster (född 1950), professor i engelska
- Dwight Foster (1757–1823), amerikansk politiker
- Elizabeth Foster (1759–1824), brittisk författare
- Ephraim H. Foster (1794–1854), amerikansk politiker, whig, senator för Tennessee
- Greg Foster (född 1958), amerikansk friidrottare, häcklöpare
- Hal Foster (1892–1982), kanadensisk-amerikansk serietecknare
- Henry Foster (1796–1831), brittisk marinofficer och vetenskapsman
- Henry A. Foster (1800–1889), amerikansk politiker från New York, demokrat
- Jodie Foster (född 1962), amerikansk skådespelare, regissör och filmproducent
- John Bellamy Foster(född 1953), amerikansk redaktör och professor i sociologi
- John W. Foster (1836–1917), amerikansk politiker och diplomat, republikan, utrikesminister
- John Wells Foster (1815–1873), amerikansk ingenjör och geolog
- Jon Foster (född 1984), amerikansk skådespelare
- Keith Foster (född 1961), engelsk-svensk journalist och programledare
- Kimberly Foster (född 1961), amerikansk skådespelare
- Kurtis Foster (född 1981), kanadensisk ishockeyspelare
- Lafayette S. Foster (1806–1880), amerikansk politiker, senator från Connecticut
- Meg Foster (född 1948), amerikansk skådespelare
- Michael Foster (1836–1907), brittisk fysiolog
- Mike Foster (född 1930), amerikansk politiker, guvernör i Louisiana
- Murphy J. Foster (1849–1921), amerikansk politiker, demokrat, guvernör i Louisiana, senator
- Norman Foster (född 1935), brittisk arkitekt
- Peter Foster (född 1960), australisk kanotist
- Scott Foster (född 1985), amerikansk skådespelare
- Stephen Foster (1826–1864), amerikansk kompositör och sångtextförfattare
- Theodore Foster (1752–1828), amerikansk politiker, federalist, senator för Rhode Island
- Yolanda Foster (född 1964), nederländsk-amerikansk modell och tv-personlighet

## Personer med Foster som förnamn eller mellannamn
- John Foster Dulles (1888–1959), amerikansk utrikesminister, republikan
- Foster Furcolo (1911–1995), amerikansk politiker, demokrat, guvernör i Massachusetts
- Florence Foster Jenkins (1868–1944), amerikansk sångerska
- Morgan Foster Larson (1882–1961), amerikansk politiker, republikan, guvernör i New Jersey
- Norman Foster Ramsey (1915–2011), amerikansk fysiker, nobelpristagare
- Foster MacGowan Voorhees (1856–1927), amerikansk politiker, republikan, guvernör i New Jersey
- David Foster Wallace (1962–2008), amerikansk författare